# Francisco Crespo
Francisco Crespo fue un futbolista argentino que se desempeñaba como puntero izquierdo. Fue el primer jugador de Tigre en vestir la camiseta de la Selección de fútbol de Argentina.

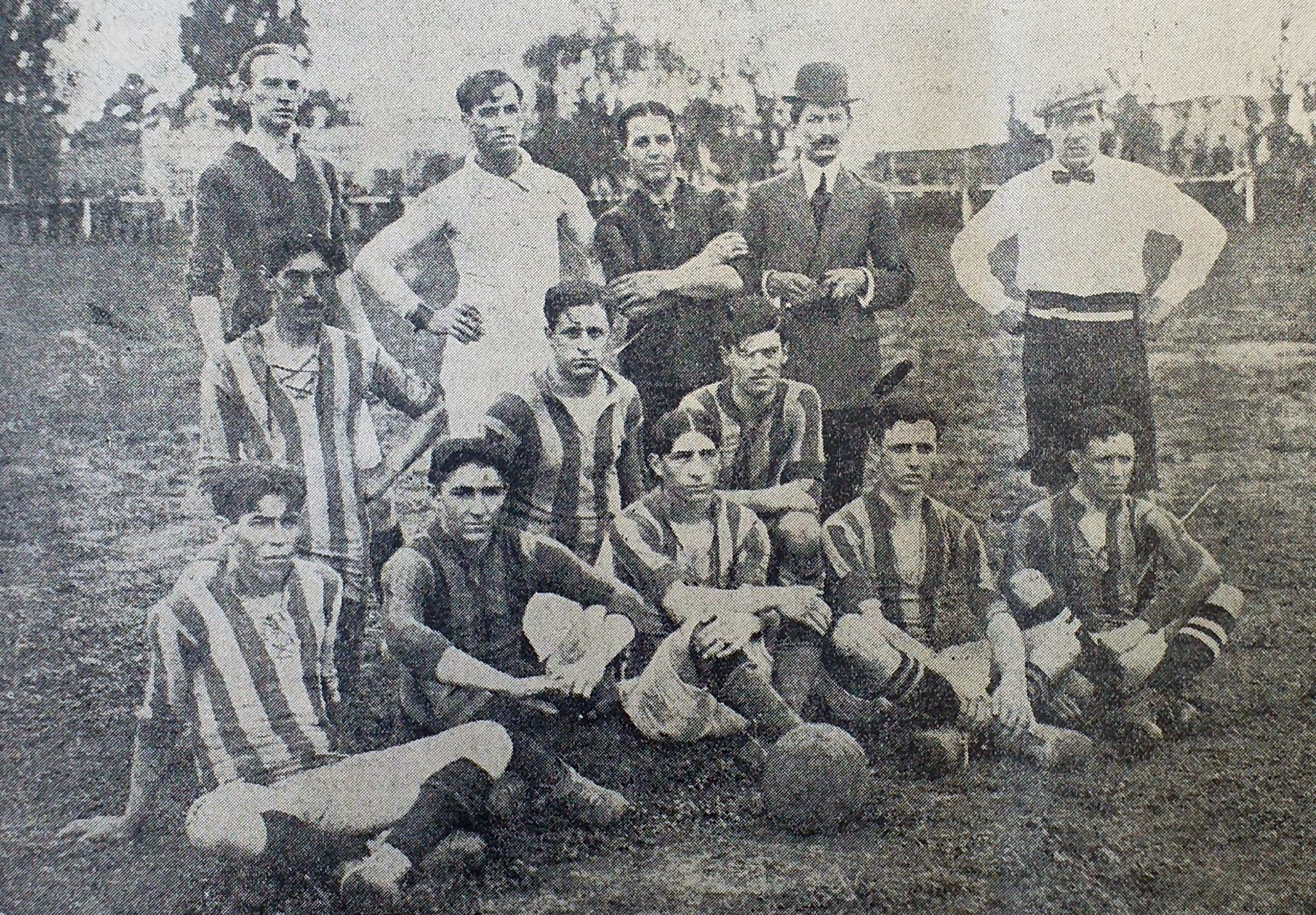
Tigre en 1912. Parados (de izquierda a derecha): Luis Méndez, Alfredo Morando y Enrique Calzetta; hincados: Cirilo Merello, Alberto Voena (capitán) y Florencio Martínez; sentados: Francisco Crespo, Norberto Martínez, Manuel Rodríguez, Ernesto Zaluzzi y Manuel Valle.

## Historia
Ágil, hábil para la gambeta y buen entregador de pelota, supo desempeñarse con solvencia por todo el frente de ataque, consolidándose su calidad en el ala izquierda. 
Fue parte importante, en 1911, de un excelente conjunto que ya, en su primer año en el fútbol organizado, se clasificara subcampeón de División Intermedia de la Federación Argentina de Football y, al año siguiente, ascendió a la Primera División de Argentina. Su rendimiento sobresaliente lo llevó a vestir la camiseta de la Selección de fútbol de Argentina en 1914, ante Uruguay por la Copa de Honor.
Fue nuevamente convocado al conjunto nacional para formar parte del equipo titular que enfrentó por la Copa Roca a la Selección de fútbol de Brasil, en lo que fue el primer encuentro disputado entre ambas selecciones.
Su último partido lo disputó el 15 de septiembre de 1918 vistiendo los colores de Ferro Carril Oeste.
Tuvo cuatro hijos varones, los menores fueron trillizos que, al momento de nacer, fueron noticia para la prensa por la trascendencia futbolística que él tuviera. Falleció a los 62 años, en 1951.

## Clubes
| Club               | País      | Período   |
| ------------------ | --------- | --------- |
| Tigre              | Argentina | 1911-1914 |
| Ferro Carril Oeste | Argentina | 1915-1918 |

## Palmarés

### Campeonatos nacionales
| Campeonato          | Club  | País      | Año  |
| ------------------- | ----- | --------- | ---- |
| División Intermedia | Tigre | Argentina | 1912 |

### Campeonatos internacionales no oficiales
| Título        | Equipo              | Sede         | Año  |
| ------------- | ------------------- | ------------ | ---- |
| Copa de Honor | Selección Argentina | Buenos Aires | 1914 |